# Sonderham (Münsing)

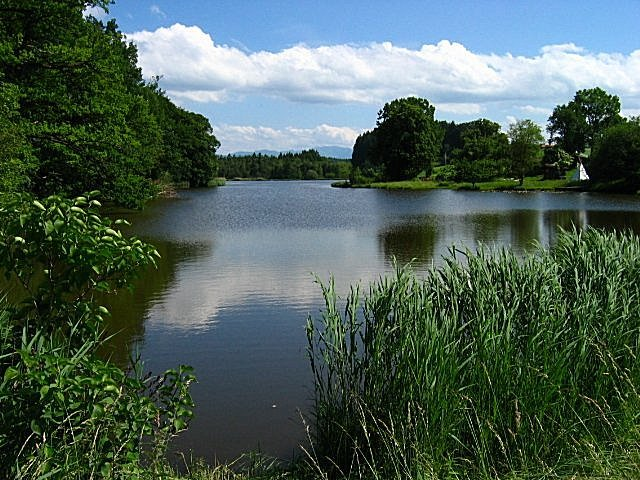
Sonderhamer Weiher

Sonderham ist ein Gemeindeteil von Münsing im oberbayerischen Landkreis Bad Tölz-Wolfratshausen. Der Weiler befindet sich einen Kilometer südlich von Degerndorf auf der gleichnamigen Gemarkung.

## Geschichte
Der Ort gehörte bis 1978 zur ehemaligen Gemeinde Degerndorf.

## Sehenswürdigkeiten
- Kapelle, erbaut im 17. Jahrhundert